# Campionati norvegesi di sci alpino 1973
I Campionati norvegesi di sci alpino 1973 si svolsero a Stranda tra il 23 e il 24 febbraio; furono assegnati i titoli di slalom gigante e slalom speciale, sia maschili sia femminili, e di discesa libera e combinata femminili.

## Risultati

### Uomini

#### Slalom gigante
| Pos. | Atleta         | Nazione  |
| ---- | -------------- | -------- |
| 1    | Erik Håker     | Norvegia |
| 2    | Odd Fostervoll | Norvegia |
| 3    | Bjarne Strand  | Norvegia |

Data: 23-24 febbraio

#### Slalom speciale
| Pos. | Atleta          | Nazione  |
| ---- | --------------- | -------- |
| 1    | Odd Fostervoll  | Norvegia |
| 2    | Egil Myrhaug    | Norvegia |
| 3    | Bjørn Bjørnstad | Norvegia |

Data: 25 febbraio

### Donne

#### Discesa libera
| Pos. | Atleta        | Nazione  |
| ---- | ------------- | -------- |
| 1    | Toril Førland | Norvegia |
| 2    | ?             | ?        |
| 3    | ?             | ?        |

#### Slalom gigante
| Pos. | Atleta        | Nazione  |
| ---- | ------------- | -------- |
| 1    | Toril Førland | Norvegia |
| 2    | Siri Brott    | Norvegia |
| 3    | Siri Møling   | Norvegia |

Data: 23-24 febbraio

#### Slalom speciale
| Pos. | Atleta        | Nazione  |
| ---- | ------------- | -------- |
| 1    | Toril Førland | Norvegia |
| 2    | Siri Brott    | Norvegia |
| 3    | Gyri Sørensen | Norvegia |

Data: 25 febbraio

#### Combinata
| Pos. | Atleta        | Nazione  |
| ---- | ------------- | -------- |
| 1    | Toril Førland | Norvegia |
| 2    | ?             | ?        |
| 3    | ?             | ?        |